# Бохдан Улихрах
Бохдан Улихрах (на английски: Bohdan Ulihrach) е чешки тенисист.

## Биография
Бохдан Улихрах е роден на 23 февруари 1975 г. в Колин, Чехия. За първи път хваща ракета на 6 години. Участва в различни турнири за юноши, на 14-годишна възраст започва да тренира в един от тенис клубовете в Прага.

## Кариера
Бохдан Улихрах става професионалист през 1993 г. Той печели първата си титла на сингъл на най-високо ниво през юли 1995 г. в Прага, където побеждава Хавиер Санчес на финала. Втората си титла печели три месеца по-късно в Монтевидео, където побеждава Алберто Берасатеги на финала.
През 1996 г. Улихрах е част от отбора на Чехия за Световното отборно първенство, като завършват на второ място. През 1997 г. на Индиън Уелс побеждава тогавашния номер 1 в света Пийт Сампрас, а на финала губи от Майкъл Ченг. 
Бохдан Улихрах достига най-високата си позиция в световната ранглиста на сингъл, като номер 22 през май 1997 г.
През 2003 г. Улихрах е обвинен за употреба на допинг.

## Кариерна статистика

### ATP финали (3 титли; 9 финала)
|        | П–З | Година | Турнир                 | Клас           | Настилка | Опонент            | Резултат           |
| ------ | --- | ------ | ---------------------- | -------------- | -------- | ------------------ | ------------------ |
| Загуба | 0–1 | 1995   | Хипо Груп Интернешънъл | Световни серии | Клей     | Томас Мустер       | 3–6, 6–3, 1–6      |
| Победа | 1–1 | 1995   | Прага Оупън            | Световни серии | Клей     | Хавиер Санчес      | 6–2, 6–2           |
| Победа | 2–1 | 1995   | ATP Монтевидео         | Световни серии | Клей     | Алберто Берасатеги | 6–2, 6–3           |
| Загуба | 2–2 | 1996   | Прага Оупън            | Световни серии | Клей     | Евгени Кафелников  | 5–7, 6–1, 3–6      |
| Загуба | 2–3 | 1997   | Индиън Уелс Оупън      | Супер 9        | Твърда   | Майкъл Ченг        | 6–4, 3–6, 4–6, 3–6 |
| Загуба | 2–4 | 1997   | Прага Оупън            | Световни серии | Клей     | Седрик Пиолин      | 2–6, 7–5, 6–7(4–7) |
| Победа | 3–4 | 1998   | Хърватия Оупън         | Световни серии | Клей     | Магнус Норман      | 6–3, 7–6(7–0)      |
| Загуба | 3–5 | 2001   | Катар Оупън            | Международни   | Твърда   | Марсело Риос       | 3–6, 6–2, 3–6      |
| Загуба | 3–6 | 2001   | Швеция Оупън           | Международни   | Клей     | Андреа Гауденци    | 5–7, 3–6           |